# Litewskie Siły Zbrojne

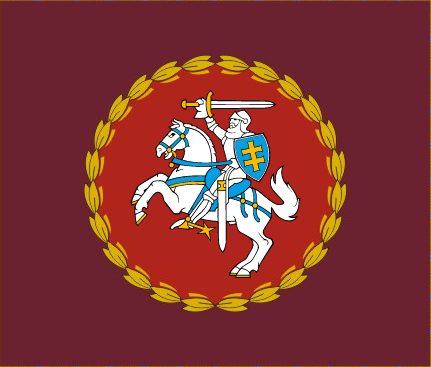
Flaga Litewskich Sił Zbrojnych

Litewskie Siły Zbrojne (lit. Lietuvos ginkluotosios pajėgos) – siły zbrojne przeznaczone do obrony i ochrony interesów Republiki Litewskiej.
W roku 2008 zaprzestano poboru wojskowego na Litwie, jednak w związku z interwencją militarną Rosji na Ukrainie (Wojna w Donbasie, Kryzys krymski) w roku 2015 pobór został przywrócony.

## Modernizacja
Rząd Litwy w dniu 5 czerwca 2019 r. zatwierdził przedstawiony przez ministerstwo obrony plan zwiększenia liczebności armii w latach 2019-2028, wprowadzający długoterminowy program rozwoju litewskich sił zbrojnych.
Zatwierdzony przez litewski parlament i rząd plan zwiększenia liczebności armii to wielokierunkowy program, którego celem jest stworzenie warunków dla systematycznego rozwoju struktur litewskich sił zbrojnych. Realizacja planu ma być możliwa dzięki synchronizacji działań mających zapewnić ludzi, zaopatrzenie, modernizację i rozwój infrastruktury oraz niezbędne środki finansowe.
Zgodnie z zatwierdzonym planem liczba żołnierzy zawodowych pozostających w służbie ma w ciągu kolejnej dekady wzrosnąć z 10 900 do 14 500. Liczba ochotników służących w ochotniczych siłach obronnych ma wzrosnąć z 5400 do 6300, planowane jest też coraz częstsze powoływanie na ćwiczenia żołnierzy rezerwy. W roku 2019 powołania tego rodzaju dostanie 1400 osób, natomiast w 2028 ma zostać czasowo powołanych 3900 rezerwistów.
Planowane jest też stopniowe zwiększanie liczby osób wcielanych do wojska w ramach obowiązkowej służby wojskowej – w tym roku powołania ma otrzymać 3900 nowych żołnierzy, o stu więcej niż rok temu. Nie planuje się zwiększania liczby kadetów i studentów szkół i akademii wojskowych.
Na początku 2019 roku wiceminister obrony Litwy Giedrimas Jeglinskas ogłosił decyzję o pozyskaniu 200 pojazdów opancerzonych Oshkosh L-ATV. Planowany koszt zakupu pojazdów oraz obsługi technicznej to 142 mln euro, natomiast dostawy mają zostać zrealizowane w latach 2020–2023. Maszyny w litewskiej armii mają uzupełnić używane obecnie HMMWV i Toyota Land Cruiser 200.

## Struktura
Rodzaje sił zbrojnych Litwy:

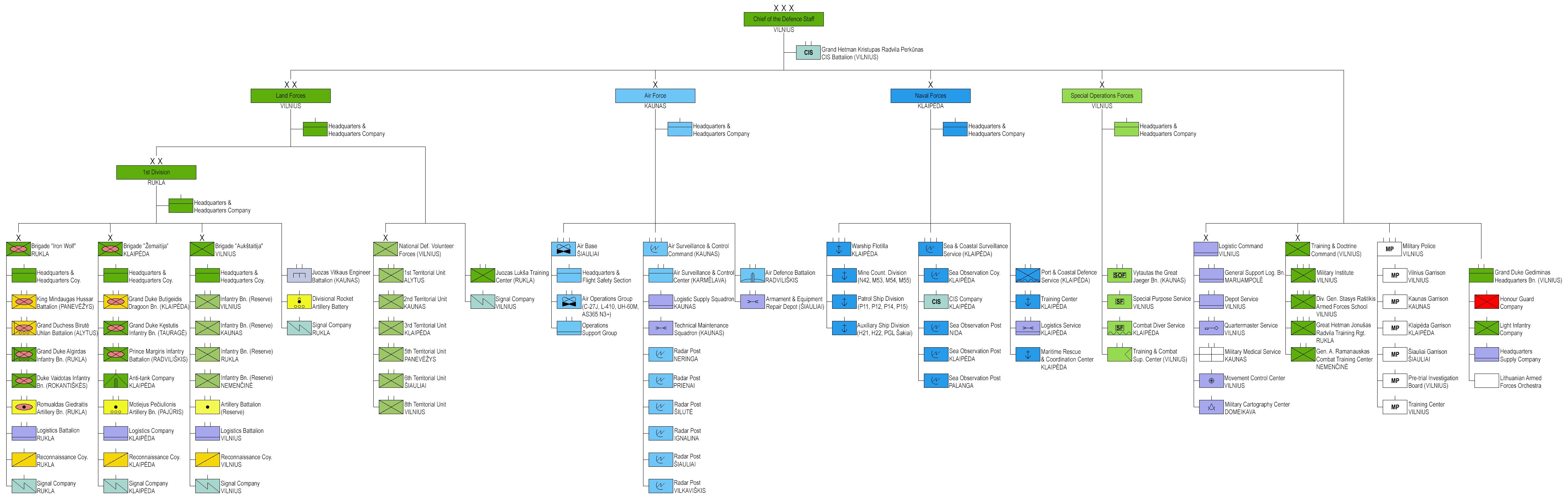
Struktura Litewskich Sił Zbrojnych 2025

- Litewskie Siły Lądowe lt. Lietuvos kariuomenės Sausumos pajėgos
- Litewskie Siły Powietrzne lt. Karinės oro pajėgos
- Litewska Marynarka Wojenna lt. Karinės jūrų pajėgos
- Litewskie Siły Specjalne lt. Specialiųjų operacijų pajėgos